# 郝孝德
郝孝德（？—？），隋末农民起义军首领。平原（今山东平原）人。大业九年（613年），聚众数万起兵反隋，活动于黄河以北地区。曾与王薄、孙宣雅等起义部队联合，并占领章丘（今山东章丘北），后被[隋]将张须陀击败，归附瓦岗军，会合徐世勣，占黎阳仓（今河南浚县境内），自称平原公。